# Megachile oculiformis
Megachile oculiformis is een vliesvleugelig insect uit de familie Megachilidae. De wetenschappelijke naam van de soort is voor het eerst geldig gepubliceerd in 1956 door Rayment.